# Wełykyj Lis (przystanek kolejowy)
Wełykyj Lis (ukr. Великий Ліс) – przystanek kolejowy w pobliżu miejscowości Wełykyj Lis, w rejonie korosteńskim, w obwodzie żytomierskim, na Ukrainie. Położony jest na linii Kijów – Korosteń – Sarny – Kowel.